# Geoffrey Symeon
Geoffrey Symeon (também Simeon e Symson) STP (falecido em 21 de agosto de 1508) foi um cónego de Windsor de 1501 a 1508 e decano de Chichester de 1504 a 1508.

## Carreira
Ele foi educado no New College, Oxford.
Ele foi nomeado:
- Proctor Sénior do New College, Oxford 1478-1479
- Decano da Capela Real
- Prebendário de Somerley na Catedral de Chichester, 1480
- Prebendário de Holywell na Catedral de São Paulo, 1494
- Reitor de Wheathampstead, Hertfordshire
- Reitor de Chichester 1504
- Reitor de Lincoln 1506
- Vigário de Colerne, Wiltshire

Ele foi nomeado para a terceira bancada na Capela de São Jorge, Castelo de Windsor, em 1501, posição que ocupou até 1508.
Ele foi enterrado na Charterhouse, em Londres.